# Hawaiit

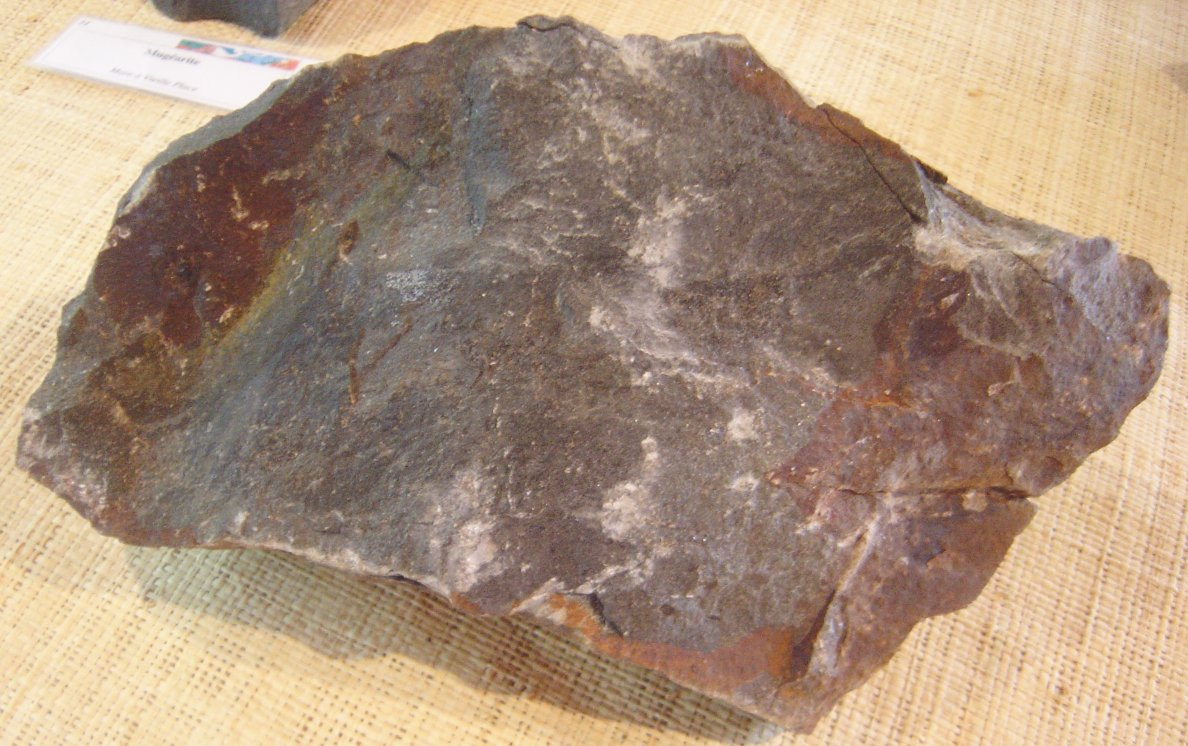
Hawaiit von der Insel La Réunion

Hawaiit ist ein basaltartiges Vulkangestein. Er ist die natriumführende Varietät des Trachybasalts und enthält Olivin. Sein normativer Plagioklas ist entweder Oligoklas oder Andesin. Hawaiitische Magmen sind schwach alkalisch, Nephelin-normativ und an SiO2 untersättigt.

## Etymologie und Geschichte
Der Name Hawaiit leitet sich von den Hawaii-Inseln ab.
Das Gestein wurde erstmals 1913 von Joseph Paxson Iddings beschrieben und benannt. Seine Typlokalität sind die Hawaii-Inseln.

## Klassifikation

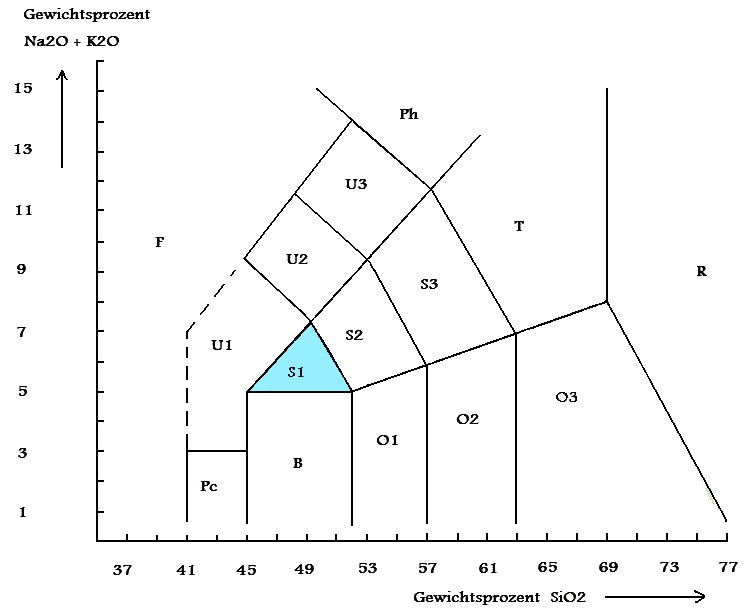
TAS-Diagramm mit Hawaiit-Feld in hellblau

Hawaiit wird chemisch im TAS-Feld S1 definiert. Als natriumreicher Trachybasalt erfüllt er dabei die Bedingung Na2O - 2 ≥ K2O. Sein Gewichtsanteil an SiO2 liegt zwischen 45 und 52 %, der Gewichtsanteil der Summe aus Na2O und K2O zwischen 5 und 7,3 %. Zur weiteren Abgrenzung von anderen Vulkaniten kann der MgO-Gehalt herangezogen werden, der bei Hawaiit zwischen 4 und 8 Gewichtsprozent liegt.

## Zusammensetzung
Hawaiite führen 40–70 Volumenprozent mafische Minerale, in der Regel Augit (Klinopyroxen) und Olivin. Als weiterer Hauptgemengeteil tritt Plagioklas hinzu, meist Andesin oder Labradorit. Foide können ebenfalls vorhanden sein.

### Mineralbestand
Phänokristalle in Hawaiiten sind gewöhnlich:
- Plagioklas (Andesin/Labradorit)
- Augit (meist reich an Titan)
- Olivin
- Magnetit

Die Mesostasis enthält:
- Augit
- Plagioklas (Anorthit-reich)
- Magnetit
- Ilmenit
- Titanomagnetit
- Apatit
- Alkalifeldspat
- Amphibol
- Olivin (Magnesium-reich)

Die Grundmasse kann teils glasig ausgebildet sein.

### Chemische Zusammensetzung
Als Beispiel für die chemische Zusammensetzung möge der Hawaiit aus der Hocheifel dienen (Rappoldsley, Breidscheid bei Adenau):
| Oxid  | Gewichtsprozent | CIPW-Norm | Prozent |
| ----- | --------------- | --------- | ------- |
| SiO2  | 47,0            | Q         |         |
| TiO2  | 2,5             | Or        | 9,08    |
| Al2O3 | 15,0            | Ab        | 26,94   |
| Fe2O3 | 4,2             | An        | 19,86   |
| FeO   | 5,7             | Di        | 19,50   |
| MnO   | 0,18            | Hy        |         |
| MgO   | 6,4             | Mt        | 6,23    |
| CaO   | 10,3            | Il        | 4,86    |
| Na2O  | 3,8             | Ap        | 1,50    |
| K2O   | 1,5             | Ol        | 7,66    |
| P2O5  | 0,62            | Ne        | 3,21    |
| CO2   | 0,5             | Cc        | 1,16    |
| H2O+  | 2,0             |           |         |
| Mg#   | 0,66            |           |         |

Quarz und Hypersthen fehlen als Normminerale, stattdessen tritt Nephelin auf.

## Äußere Erscheinung
Hawaiite sind feinkörnige Vulkangesteine, deren Korngrößen durchschnittlich unter 0,25 mm liegen. Sie sind meist von hellgrauer bis dunkelgrauer Farbe. Ihre Farbzahl schwankt zwischen 40 und 70.

## Entstehung und Assoziation
Hawaiitische Magmen entstehen durch fraktionierte Kristallisation von Olivin und Klinopyroxen aus Alkalibasalten. Sie treten mit Temperaturen zwischen 1080 °C (am Ätna) und 1250 °C (Auvergne) als relativ dünnflüssige und manchmal auch blasenreiche Laven an der Erdoberfläche aus.
Bisher wurden als Entstehungsort von Hawaiiten relativ seichte Magmenkammern angenommen, d. h. niedrige Druckbedingungen. Dem widerspricht ein Vorkommen in New South Wales, das Einschlüsse von Lherzolith und Pyroxenfremdkristallen aufweist und somit ähnlich wie bei Basalten auf den Oberen Erdmantel als Entstehungsort schließen lässt.
Hawaiite gehören zu folgenden Natrium-betonten Magmenassoziationen:
- Ankaramit-Alkalibasalt-Hawaiit-Differentiationsserie
- Alkalibasalt-Hawaiit-Mugearit-Benmoreit-Trachyt(-Rhyolith)-Differentiationsserie

## Vorkommen und Fundorte
Als Mitglied der Basaltgruppe sind Hawaiite sehr häufig und in den meisten tektonischen Zusammenhängen anzutreffen:
- Im ozeanischen Bereich:
  - Innerhalb ozeanischer Inseln zusammen mit OIB's. Beispiele hierfür sind die Azoren, die Kanarischen Inseln, die Komoren, Kerguelen und die Marquesas-Inseln
  - In ozeanischen Hotspots wie Galapagos, Hawaii (Typlokalität), Island und Réunion
  - In Seamounts und Guyots, als Beispiel die Hawaii-Emperor-Kette
  - In Untermeeresrücken, als Beispiel der Keli-Rücken (Line Islands) im Pazifik
- In Konvergenzzonen - südwestlicher Honshū-Bogen und die Northland Volcanic Zone in Neuseeland
- Im kontinentalen Bereich:
  - In kontinentalen Hotspots - Eifel, französisches Zentralmassiv, Kamerunlinie
  - Innerhalb vulkanischer Serien von Grabenbrüchen - Großer Afrikanischer Grabenbruch in Äthiopien
  - In kontinentalen Flutbasalten (CFB's), als Beispiel die Ferrar Supergroup in der Antarktis
  - Im Intraplattenvulkanismus (Plateaulaven Patagoniens) und
  - In komplexen vulkanischen Zusammenhängen - Ätna und Hybleisches Plateau.

Fundorte von Hawaiit in Europa sind Deutschland (Hocheifel und Vogelsberg), Frankreich (Morvan und Chaîne des Puys), Island (Heimaey), Italien (Ätna, Pantelleria und Vulcano) und Schottland (Skye und Mull). Im Atlantikraum findet er sich außerdem auf Ascension, Madeira, der Gough-Insel und Tristan da Cunha. Die Hawaiiinseln als Typlokalität führen Hawaiite auf Hawaii am Mauna Kea, am Hualālai und am Kohala sowie auf Molokaʻi. Hawaiitische Laven wurden ferner in Amerika im südwestlichen Basin and Range Province (Nevada) und mit den Basalten des östlichen Snake River zu Tage gefördert. Weiterhin anzuführen sind Mexiko, sowie im Pazifikraum die Austral-Inseln (Tubuai).